# Pteropus molossinus
La volpe volante di Pohnpei (Pteropus molossinus Temminck, 1863) è un pipistrello appartenente alla famiglia degli Pteropodidi, endemico di tre isole dell'Arcipelago della Micronesia.

## Descrizione

### Dimensioni
Pipistrello di medie dimensioni, con la lunghezza della testa e del corpo tra 140 e 148 mm, la lunghezza dell'avambraccio tra 94 e 98,5 mm, la lunghezza delle orecchie tra 15 e 17 mm e un peso fino a 129 g.

### Aspetto
La pelliccia è alquanto lunga, soffice, lanosa ed eretta sulle spalle. Il colore generale del corpo è marrone scuro, cosparso ovunque di peli grigiastri. Le spalle e la testa sono bruno-nerastre. Il muso è relativamente corto, tra gli occhi è presente una macchia brillante di peli arancioni. L'iride è bruno-giallastra. Le orecchie sono piccole, strette, appuntite e nascoste parzialmente dalla pelliccia. La tibia è priva di peli. Le membrane alari sono attaccate sul dorso, molto vicine tra loro. È privo di coda, mentre l'uropatagio è ridotto ad una sottile membrana lungo la parte interna degli arti inferiori. I maschi hanno due ciuffi di peli rigidi, untuosi ed arancioni intorno a delle ghiandole situate sui lati del collo.

## Biologia

### Comportamento
Si rifugia singolarmente, in coppie e più raramente in gruppi di 200-300 individui sopra gli alberi della foresta. Le attività di nutrimento avvengono sia di giorno che appena dopo il tramonto e può percorre diversi chilometri di mare aperto per raggiungere gli isolotti della barriera corallina. Il battito delle ali è più rapido ed aggraziato rispetto alle altre volpi volanti.

### Alimentazione
Si nutre di frutti del Pandanus, delle Palme locali del genere Clinostigma e di fiori del Kapok.

### Riproduzione
Le femmine danno alla luce un piccolo alla volta. Giovani ancora non svezzati sono stati osservati nei mesi di febbraio, settembre e novembre, il che suggerisce un periodo riproduttivo esteso oppure la totale assenza di esso.

## Distribuzione e habitat
Questa specie è diffusa sull'Isola di Pohnpei, l'Atollo di Ant e l'Atollo di Pakin, nell'Arcipelago della Micronesia.
Vive nelle foreste tropicali native.

## Tassonomia
In accordo alla suddivisione del genere Pteropus effettuata da Andersen, P. molossinus è stato inserito nello  P. lombocensis species Group, insieme a P. lombocensis stesso e P. rodricensis. Tale appartenenza si basa sulle caratteristiche di avere un rostro del cranio molto accorciato, sulla presenza di un ripiano basale nei premolari e sul primo incisivo inferiore ridotto.

## Conservazione
La IUCN Red List, considerato che la popolazione si è stabilizzata dagli anni '80, ma in qualsiasi momento potrebbe ricominciare la caccia oppure accelerare il degrado del proprio habitat, classifica P. molossinus come specie vulnerabile (VU).

La CITES ha inserito questa specie nell'appendice I.